# Macerata (stacja kolejowa)
Macerata (wł. Stazione di Macerata) – stacja kolejowa w Maceracie, w regionie Marche, we Włoszech.
Znajdują się tu 3 perony i budynek stacyjny, w którym znajdują się kasy biletowe, poczekalnia dla podróżnych, toalety, kiosk i bar dworcowy, przy dworcu parking samochodowy. Stacja przyjmuje rocznie około 900000 pasażerów. Zatrzymują się na niej 43 pociągi dziennie; połączenia z Ankoną, Ascoli Piceno, Civitanovą Marche oraz Fabriano.